# Alpaida sulphurea
Alpaida sulphurea är en spindelart som först beskrevs av Władysław Taczanowski 1873.  Alpaida sulphurea ingår i släktet Alpaida och familjen hjulspindlar.
Artens utbredningsområde är Franska Guyana. Inga underarter finns listade i Catalogue of Life.